# Novoivanivka, Peatîhatkî
Novoivanivka (în ucraineană Новоіванівка) este un sat în comuna Savro din raionul Peatîhatkî, regiunea Dnipropetrovsk, Ucraina.

## Demografie
Componența lingvistică a localității Novoivanivka
     Ucraineană (82,09%)
     Rusă (17,91%)
Conform recensământului din 2001, majoritatea populației localității Novoivanivka era vorbitoare de ucraineană (82,09%), existând în minoritate și vorbitori de rusă (17,91%).